# 1729
1729 (MDCCXXIX) var ett normalår som började en lördag i den gregorianska kalendern och ett normalår som började en onsdag i den julianska kalendern.

## Händelser

### April
- 28 april – Efter stora nordiska kriget har Sverige inte slutit någon formell fred med Sachsen, varför man nu istället sluter en "deklaration angående vänskapens återställande" med detta land.

### September
- 1 september – Huset Ruinart Maison de Champagne grundas och blir världens första specialiserade champagnehus.

### Okänt datum
- Handel med opium förbjuds i Kina av en kejserlig förordning.[1]

## Födda
- 26 februari – Anders Chydenius, svensk präst, politiker, framstående filosof inom klassisk liberalism.
- 21 april – Katarina II, Katarina den stora, rysk kejsarinna från 1762.
- 4 september – Juliana Maria av Braunschweig-Wolfenbüttel, drottning av Danmark och Norge 1752–1766, gift med Fredrik V.

## Avlidna
- 29 april - Ingela Gathenhielm, svensk kapare.
- 29 mars – Elżbieta Sieniawska, polsk politiker.
- 27 juni – Élisabeth Jacquet de La Guerre, fransk kompositör.
- 16 november – Alessandro Specchi, italiensk arkitekt.
- 1 december – Giacomo Filippo Maraldi, fransk-italiensk astronom.

### Fotnoter
1. ↑  David T. Courtwright Vanans makt sid 50'. Historisk media 2003